# Bjärton
Bjärton var en svensk tillverkare av akustiska gitarrer med säte i Bjärnum i Skåne. Produktionen pågick åren 1952–1990. Företaget gjorde dels gitarrer med namnet Bjärton, men legotillverkade även för Hagström, Tarrega och España.
Bjärton instrumentfabrik grundades under namnet Bjärnums musikinstrument-fabrik av bonaren Sigurd Nilsson och snickaren Göte Karlström, vilka jobbat på Hugo Troedssons möbelfabrik i Bjärnum. De hade alltså en bra yrkesutbildning för att tillsammans bygga musikinstrument i trä. Startåret var 1946 och den första lilla provisoriska fabriken fanns i en sidolokal vid Verumsvägen.  Gösta var dansbandsmusiker och Sigurd var mycket musikalisk och hade enligt uppgift absolut gehör.  
Till att börja med tillverkade Bjärton enbart kontrabasar, men halvakustiska och akustiska gitarrer introducerades i modellprogrammet omkring 1952. De första gitarrmodellerna fick spanska flicknamn som Rosita och Isabella och blev snabbt populära i Sverige. Modellen Rosita som tillverkades 1955–1983 kallades till och med ibland för folkgitarren. Gitarrtillverkaren Hagström i Älvdalen var imponerad av Bjärtons gitarrer och fick sedermera ensamrätt på Bjärtons akustiska gitarrer. Elektriska gitarrer introducerades 1953. 
Under slutet av 1950- och i början av 1960-talet tillverkade Bjärton ett antal halvakustiska gitarrer av vilka några hade Hagströmpickuper och andra hade tyska Ideal-pickuper. Åtskilliga halvakustiska gitarrer tillverkades för Hagström Oslo och såldes i Norge under namnet Hagström – ironiskt nog hade dessa gitarrer Idealpickuper.
Som mest hade fabriken på 1960-talet nästan 60 anställda, men en likviditetskris 1969 tvingade fram ett ägarbyte och nedskärningar. 1980 köptes företaget av italienska GEM, innan det 1989 återgick i svensk ägo. 1990 stängdes fabriken slutligt, varvid de sista femton anställda fick gå.
Fabriken har haft fyra namn, i tur och ordning:
- Bjärnums musikinstrument-fabrik
- Bjärton
- Bjerton
- Bjarton